# Hiroshi Tobe
Hiroshi Tobe ( n. 1948 ) es un profesor, y botánico japonés. Desarrolla actividades académicas en la División de Ciencias Biológicas, Facultad de Ciencias, de la Universidad de Kioto.

## Algunas publicaciones
- hiroshi Tobe, peter h. Raven. 1987a. Embryology and Systematic Position of Heteropyxis (Myrtales). Am. J. of Botany 74 ( 2): 197-208

- -------------------, ----------------------. 1987b. The embryology and relationships of Dactylocladus (Crypteroniaceae) and a discussion fo the family. Editor Univ. of Chicago, 9 pp.

- s.a. Graham, p. Baas, hiroshi Tobe. 1987c. Lourtella, a new genus of Lythraceae from Peru. Syst. Bot. 12(4): 519–533

- -------------------, hiroshi Tobe, p. Baas. 1986. Koehneria, a new genus of Lythraceae from Madagascar. Ann. Missouri Bot. Gard. 73: 788–809. View in Botanicus & Biodiversity Heritage Library

### Libros
- hiroshi Tobe. 2001. 65th annual meeting of the Botanical Society of Japan. Editor Bot. Soc. of Japan

- david e. Boufford, jorge víctor Crisci, hiroshi Tobe, peter c. Hoch. 1990. A cladistic analysis of Circaea (Onagraceae). Editor Meckler Pub. 182 pp.

- hiroshi Tobe, peter h. Raven. 1987. Systematic embryology of the Anisophylleaceae. Editor Missouri Bot. Garden, 26 pp.

- -------------------, ----------------------. 1984a. An embryological contribution to systematics of the Chrysobalanaceae. Editor The Botanical Soc. of Japan, 15 pp.

- -------------------, ----------------------. 1984b. The embryology and relationships of Alzatea Ruiz & Pav. (Alzateaceae, Myrtales). Editor Missouri Bot. Garden, 852 pp.

- La abreviatura «Tobe» se emplea para indicar a Hiroshi Tobe como autoridad en la descripción y clasificación científica de los vegetales.[2]